# Urnmodell

Urna med svarta och vita kulor

Urnmodeller är ett slag av modeller som används inom statistik och för sannolikhetsberäkningar. I samband med likformiga sannolikhetsfördelningar finns många praktiska problem som kan lösas genom att återföra problemen till dragning av föremål från urnor.
Antalet objekt (vanligen färgade kulor) som kan finnas i urnorna är i princip obegränsat och även antalet urnor varierar med problemet.

## Exempel

### Dragning med återläggning
Urnan innehåller v vita och s svarta kulor och dragning sker med återläggning. Efter varje dragning läggs kulan tillbaka vilket upprepas tills n kulor har dragits.
Vilken är sannolikheten att x vita kulor dras?
Vi antar att elementarhändelserna är alla sätt n kulor kan dras med hänsyn till ordning. Vid varje dragning finns det v + s möjligheter. Vid n dragningar finns då
{\displaystyle m=(v+s)^{n}}
möjligheter.
I hur många fall har x vita kulor dragits?
Efter varje dragning av n kulor finns n möjligheter att placera de x vita kulorna. Antalet sätt att välja x element från en mängd med n element är  {\displaystyle {n \choose x}} (binomialkoefficient).

Varje sådant sätt att välja x element kan uppkomma genom att en av de v vita kulorna placeras på vilken som helst av x platser, vilket ger 
{\displaystyle v^{x}}
möjligheter. För de återstående n - x platserna finns
{\displaystyle s^{n-x}}
möjligheter att placera de svarta kulorna. Sammanlagt finns då
{\displaystyle v^{x}s^{n-x}}
möjligheter. Antalet gynnsamma fall är därmed
{\displaystyle g={n \choose x}v^{x}s^{n-x}}
Enligt den klassiska sannolikhetsdefinitionen blir sannolikheten för x vita kulor
{\displaystyle {\frac {g}{m}}={n \choose x}\left({\frac {s}{v+s}}\right)^{x}\left({\frac {v}{v+s}}\right)^{n-x}}
Om sannolikheten för att vit respektive svart kula dras skrivs som
{\displaystyle p={\frac {v}{v+s}};\quad q={\frac {s}{v+s}}}
kan sannolikheten för "x vita kulor dras" skrivas
{\displaystyle {n \choose x}p^{x}q^{n-x}}

### Dragning utan återläggning
I urnan finns v vita och s svarta kulor. Om n kulor dras slumpmässigt utan återläggning, vad är sannolikheten för att x vita kulor dras?
Först bestäms elementarhändelserna som alla möjliga uppsättningar av n dragna kulor oavsett ordning.
Antalet sätt att bland v + s element välja ut n element är
{\displaystyle m={v+s \choose n}}
I hur många fall väljs x vita kulor? 
Alla gynnsamma fall fås genom att bland de v vita kulorna välja x kulor och bland de återstående n – x svarta kulorna välja dessa från s kulor, vilket ger totala antalet kombinationer som
{\displaystyle g={v \choose x}{s \choose n-x}}
Enligt den klassiska sannolikhetsdefinitionen är därmed sannolikheten att antalet kulor är x
{\displaystyle {\frac {g}{m}}={\frac {{v \choose x}{s \choose n-x}}{v+s \choose n}}}